# Twee lyrische stemmingen
Twee lyrisch stemmingen is een compositie van Hugo Alfvén. Het werk bestaat uit twee gebundelde liederen op tekst van Ellen Lundberg-Nyblom. Het eerste heet Svarta Rosor (zwarte rozen); het tweede Sommardofter (zomergeur). Het origineel is geschreven voor zangstem en piano. Van Sommardofter is in 1934 een versie zangstem/orkest geschreven. Alfvén schreef deze twee liederen in de slagschaduw van zijn direct populaire Tweede symfonie.
Van Sommardofter is een aantal opnamen op de markt, deze zijn veelal afkomstig uit Zweden. Svarta Rosor heeft in 2012 geen discografie.